# Ebba Mærsk
Ebba Maersk — судно-контейнеровоз класса Emma Mærsk, владельцем которого является датская компания A.P. Moller-Maersk Group. Порт регистрации — Копенгаген, Дания.

## История
Судно было построено на верфи Odense Staalskibsværft и спущено на воду  21 мая 2007. На церемонии именования имя судна было объявлено президентом компании IKEA Андерсом Дальвигом и его супругой.

## Технические характеристики
Длина судна — 397 метров, ширина — 56 метров, высота борта — 30 метров, дедвейт — 156 907 тонн, регистровая вместимость — 11 500 TEU (1 000 рефрижераторных FEU). Силовая установка судна представлена 14-цилиндровым дизельным двигателем фирмы Wärtsilä, имеющим мощность 80 000 кВт (эффективная мощность — 110 000 лошадиных сил). Используемая система регенерации отходящего тепла увеличивает мощность двигателя до 90 000 кВт. Специальная силиконовая краска, которой покрыт корпус судна ниже ватерлинии, снижает сопротивление воды и, по оценкам компании — владельца судна, позволяет экономить 1200 тонн топлива в год.